# Calappa hepatica
Calappa hepatica is een krabbensoort uit de familie Calappidae. De wetenschappelijke naam werd gepubliceerd in 1758 door Carl Linnaeus in de tiende editie van Systema naturae.